# Стампа, Карло Гаэтано
Карло Гаэтано Стампа (итал. Carlo Gaetano Stampa; 1 ноября 1667, Милан, Миланское герцогство — 23 декабря 1742, Рим, Папская область) — итальянский куриальный кардинал, папский дипломат и доктор обоих прав. Титулярный архиепископ Халкидонии с 6 декабря 1717 по 23 февраля 1739. Апостольский нунций в Тоскане с 29 апреля 1718 по 12 октября 1720. Апостольский нунций в Венеции с 23 сентября 1720 по 7 мая 1735. Секретарь Священной конгрегации по делам епископов и монашествующих с 12 декабря 1734 по 6 мая 1737. Архиепископ Милана с 6 мая 1737 по 23 декабря 1742. Кардинал-священник с 23 февраля 1739, с титулом церкви Санти-Бонифачо-э-Алессио с 16 сентября 1740 по 23 декабря 1742.